# Костино (Калининградская область)
Костино (до 1938 — Штобриккен (нем. Stobricken), до 1946 — Краммсдорф (нем. Krammsdorf)) — посёлок в Гусевском городском округе Калининградской области. До 2014 года входил в состав Маяковского сельского поселения.

## География
Посёлок расположен в 4 км на север от посёлка Маяковское и в 12 км на юго-запад от города Гусев.

## История
Деревня Штобриккен известна с 1874 года, когда она входила в состав округа Юдтшен Восточной Пруссии. В 1938 году Штобриккен был переименован в Краммсдорф. После Второй мировой войны населённый пункт был переименован в посёлок Костино Маяковского сельсовета Гусевского района.

## Население
| 1910 | 1933 | 1939 | 2002 | 2010 |
| ---- | ---- | ---- | ---- | ---- |
| 168  | ↗205 | ↘195 | ↘8   | ↘5   |